# Euchone eniwetokensis
Euchone eniwetokensis är en ringmaskart som beskrevs av Reish 1968. Euchone eniwetokensis ingår i släktet Euchone och familjen Sabellidae. Inga underarter finns listade i Catalogue of Life.